# 李德倫
李德倫（1917年6月6日—2001年10月19日），回族，中國指揮家，被譽為「中國交響樂之父」，也被中国交响乐界人士及乐迷尊称为“李大爷”。李氏曾歷任中国交响乐团顾问，中国音乐家协会副主席，原中央乐团（中国交响乐团前身）艺术指导、常任指挥，北京交响乐团顾问等職。

## 生平
李德伦出生于北京鹞儿胡同，少年时期学习钢琴及小提琴。在北师大附中念书时，曾决心学习画画，但后来发现自己是色盲，兴趣便转移到了音乐上。在辅仁大学读书时曾组成学生管弦乐团，并参加演奏。1940年考入国立上海音专，先后师从舍夫佐夫（I. Shevtzov）及杜克生（R. Duckson）学习大提琴，师从弗兰克尔（W. Frankel）学习音乐理论。
1942年在上海与同学组成“中国青年交响乐团”参加演奏。1946年音专毕业后到延安任中央管弦乐团指挥和教师。1949年在北京担任中央歌剧院指挥。  
1953年起，作为著名指挥家尼古拉·阿诺索夫（N. Anosov）教授的研究生，在前苏联莫斯科音乐学院指挥系学习，1957年秋回国，任中央乐团指挥。

### 指揮生涯
除了在北京及全国各地指挥演出外，李德伦还率领中央乐团交响乐队到日本、朝鲜、香港、澳门演出，并带领室内乐团去西班牙的20多个城市演出。作为客席指挥，他曾先后指挥过前苏联列宁格勒、莫斯科等20多个乐团，并去芬兰、捷克、古巴等国指挥。自1959年起，他曾多次指挥数百人的大型乐队演出，1987年在北京“交响乐之春”大型音乐会上，他指挥了800人的联合乐队，为规模最盛大的一次。   
1985年后，李德伦曾先后到卢森堡、西班牙、德国、葡萄牙、加拿大、美国等地演出，1995年曾去台湾参加了「二十世纪华人音乐经典作品」的演出。
他曾先后指挥了贺绿汀、马思聪、罗忠榕、吴祖强、陈培勋等中国作曲家数十首交响乐作品的演出，并在国外演出《黄河大合唱》、《山林之歌》等20余部中国作品，曾与国际著名演奏家大卫·奥伊斯特拉赫、耶胡迪·梅纽因、艾萨克·斯特恩、马友友、塔季扬娜·尼古拉耶娃、施塔克曼（Stackman）及中国的傅聪、刘诗昆、沈湘、郭淑珍、胡坤、吕思清、薛伟等数十位音乐家合作演出。  
1985年，李氏在巴黎任「国际梅纽因小提琴比赛」的评委，1986年在莫斯科任「柴科夫斯基国际比赛」的大提琴评委。
多年来，李德伦致力于交响乐的普及与发展，他在北京、天津、广州等20多个城市组织乐队训练演出，促进一些地方如北京市、山东、内蒙乐队的建立及北京音乐厅、广州音乐厅的兴建。并到全国各地大学，工厂及机关团体举办“交响乐讲座”。
1999年11月19日在北京世纪剧院举行的第二届北京国际音乐节闭幕式音乐会上，李德伦与艾萨克·斯特恩时隔20年后再度合作演出莫扎特《G大调第3号小提琴协奏曲》，这场演出被传媒称为“世纪绝唱”，同时也是李德伦的告别演出。

## 獲獎
- 1980年获中國文化部授予的「指挥荣誉奖」。
- 1986年获匈牙利政府文化部授予的「李斯特纪念奖章」，获文化部授予「指挥荣誉奖」。